# أتلانتك سيتي (فلم)
أتلانتك سيتي (بالإنجليزية: Atlantic City) هو فيلم جريمة تم إنتاجه في كندا وفرنسا وصدر في سنة 1980.

## بطولة
- برت لانكستر
- سوزان سارندون

## الميزانية والإيرادات
بلغت تكلفة إنتاج الفيلم حوالي 7.2 مليون دولار بينما حقق أرباحا تقدر بـ 12,729,675 دولار.

### ترشيحات وجوائز
| السنة | الحدث  | الفئة     | النتيجة |
| ----- | ------ | --------- | ------- |
|       | أوسكار | أفضل فيلم | ترشـيـح |

## وصلات خارجية
- مقالات تستعمل روابط فنية بلا صلة مع ويكي بيانات